# Varina Tjon-A-Ten
Varina Theresia Tjon-A-Ten (Paramaribo (Suriname), 29 november 1952) is een Nederlands politicus van Surinaamse afkomst. Zij was namens de Partij van de Arbeid van 2003 tot 2006 lid van de Tweede Kamer. De familie van haar vaders kant is Chinees-Surinaams en de familie van haar moeders kant is Hindostaans en Schots.
Varina Tjon-A-Ten verhuisde op haar twaalfde van Suriname naar Nederland. Ze studeerde klinische pedagogiek aan de Rijksuniversiteit Leiden en promoveerde in 1987 in de sociale wetenschappen aan de Rijksuniversiteit Utrecht. Ze was onder meer werkzaam als beleidsmedewerker bij diverse instellingen, onderzoeker op het gebied van culturele minderheden en was van 1999 tot 2002 directeur Stichting Werk en Onderneming in Leiden.
Bij de Tweede Kamerverkiezingen 2003 werd Tjon-A-Ten gekozen als Kamerlid. Zij was woordvoerster ontwikkelingssamenwerking van haar fractie. In 2006 diende ze een initiatiefnota in over gehandicaptenbeleid en ontwikkelingssamenwerking uit. Bij de Tweede Kamerverkiezingen 2006 was Tjon-A-Ten niet herkiesbaar. Ze nam op 29 november 2006 afscheid van het parlement.
- Digitale Bibliotheek voor de Nederlandse Letteren: tjon004
- Parlement.com: vge7dtpk1az0